# Kauman (Baureno)
Kauman is een bestuurslaag in het regentschap Bojonegoro van de provincie Oost-Java, Indonesië. Kauman telt 3861 inwoners (volkstelling 2010).